# Tělovýchovná jednota Sparta ČKD Praha 1986-1987
Questa voce raccoglie le informazioni riguardanti il Tělovýchovná jednota Sparta ČKD Praha nelle competizioni ufficiali della stagione 1986-1987.

## Stagione
Lo Sparta Praga vince il campionato, arrivando in finale nella coppa nazionale (0-0, 3-2 dopo i tempi supplementari contro il DAC Dunajská Streda) facendosi subito escludere dalla Coppa UEFA dal Vitória Guimarães per 2-3.

## Calciomercato
Jan Berger viene ceduto allo Zurigo, Stanislav Griga al Dukla Praga. Michal Bilek arriva in prima squadra a 21 anni dalle giovanili e vengono acquistati Ivan Čabala (Lokomotíva Košice), Tomáš Skuhravý (RH Cheb) e Vlastimil Calta (Teplice). Nel gennaio del 1987 lo Sparta Praga acquista anche Vítězslav Lavička (RH Cheb).

## Rosa
| N. |                           | Ruolo | Calciatore       |
| -- | ------------------------- | ----- | ---------------- |
|    | Cecoslovacchia (bandiera) | P     | Andre Houška     |
|    | Cecoslovacchia (bandiera) | P     | Jan Stejskal     |
|    | Cecoslovacchia (bandiera) | D     | Petr Vrabec      |
|    | Cecoslovacchia (bandiera) | D     | Ján Orgonik      |
|    | Cecoslovacchia (bandiera) | D     | Ivan Čabala      |
|    | Cecoslovacchia (bandiera) | D     | Július Bielik    |
|    | Cecoslovacchia (bandiera) | D     | František Straka |
|    | Cecoslovacchia (bandiera) | C     | Boris Kočí       |
|    | Cecoslovacchia (bandiera) | C     | Jozef Chovanec   |
|    | Cecoslovacchia (bandiera) | C     | Michal Bílek     |
|    | Cecoslovacchia (bandiera) | C     | Tomáš Skuhravý   |

| N. |                           | Ruolo | Calciatore           |
| -- | ------------------------- | ----- | -------------------- |
|    | Cecoslovacchia (bandiera) | C     | Vlastimil Calta      |
|    | Cecoslovacchia (bandiera) | C     | Daniel Drahokoupil   |
|    | Cecoslovacchia (bandiera) | C     | Ivan Hašek           |
|    | Cecoslovacchia (bandiera) | C     | Josef Jarolím        |
|    | Cecoslovacchia (bandiera) | C     | Stanislaw Lieskovský |
|    | Cecoslovacchia (bandiera) | C     | Václav Němeček       |
|    | Cecoslovacchia (bandiera) | A     | Miroslav Denk        |
|    | Cecoslovacchia (bandiera) | A     | Zdeněk Procházka     |
|    | Cecoslovacchia (bandiera) | A     | Petar Novák          |
|    | Cecoslovacchia (bandiera) | A     | Vítězslav Lavička    |